# Čkalovskaja (stanice metra v Jekatěrinburgu)
Čkalovskaja (rusky Чкаловская) je stanice na první lince jekatěrinburského metra. 
Stanice je nejhlubší v celém jekatěrinburském metru, do roku 2012 držela tohle prvenství stanice Uralskaja.

## Charakteristika
Stanice je jednolodní petrohradského typu, uprostřed nástupiště se nachází devět pilířů, které jsou obloženy ocelí. Kolejová zeď je obložena mramorem a podlaha žulou. Designovou myšlenkou je let Valerije Čkalova z Moskvy přes severní pól do Vancouveru ve Spojených státech. Stanice obsahuje fotky posádky letu a hodiny ukazující místní čas v Moskvě, Vancouveru, San Franciscu a Archangelsku. 
Stanice obsahuje jeden vestibul, který je spojen s nástupištěm eskalátory. Stanice obsahuje výtah a rampy a je to jedna z dvou bezbariérových stanic.